# 横浜町田インターチェンジ

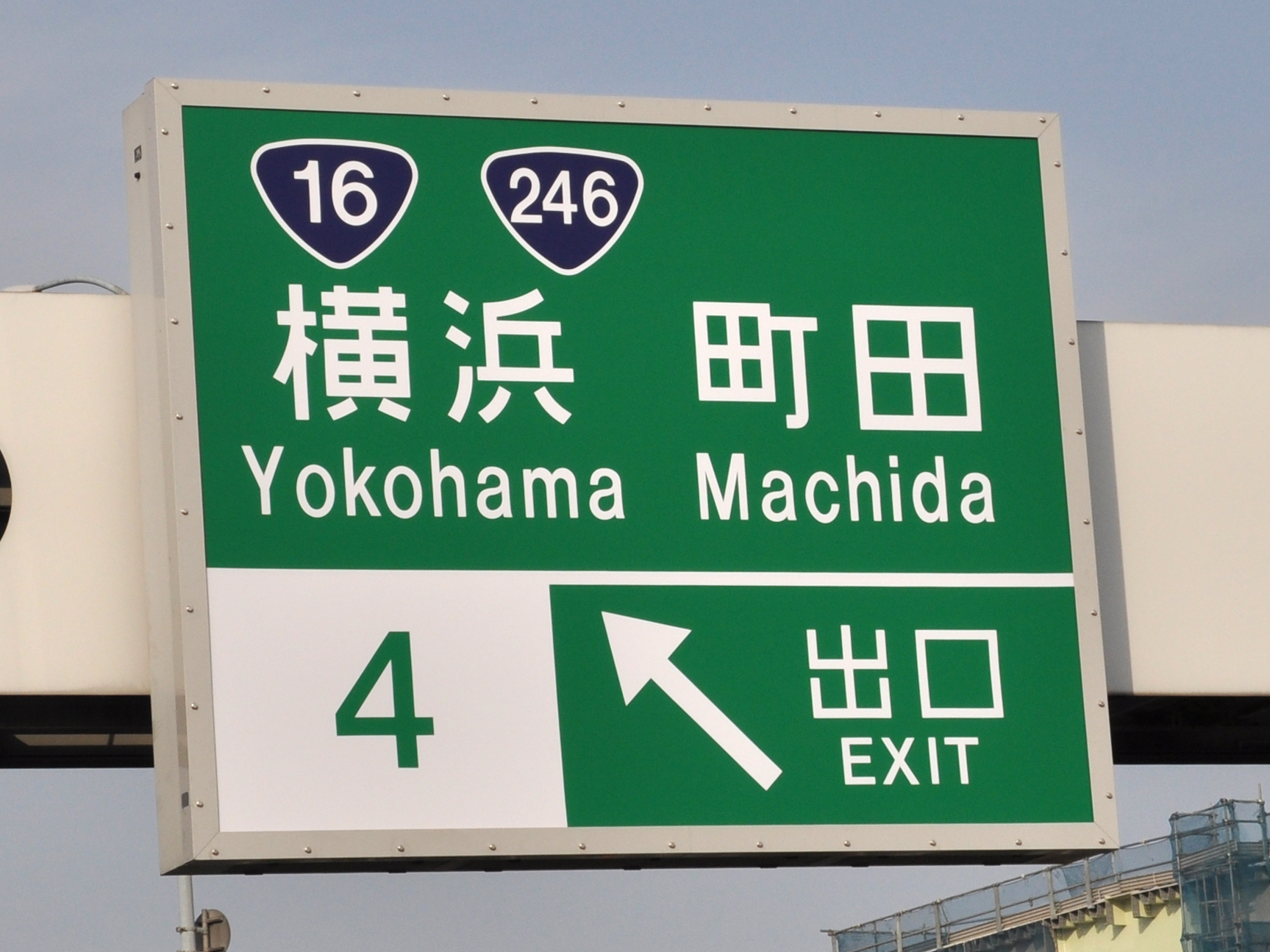
横浜町田インターチェンジの出口標識（上り線、2010年3月）

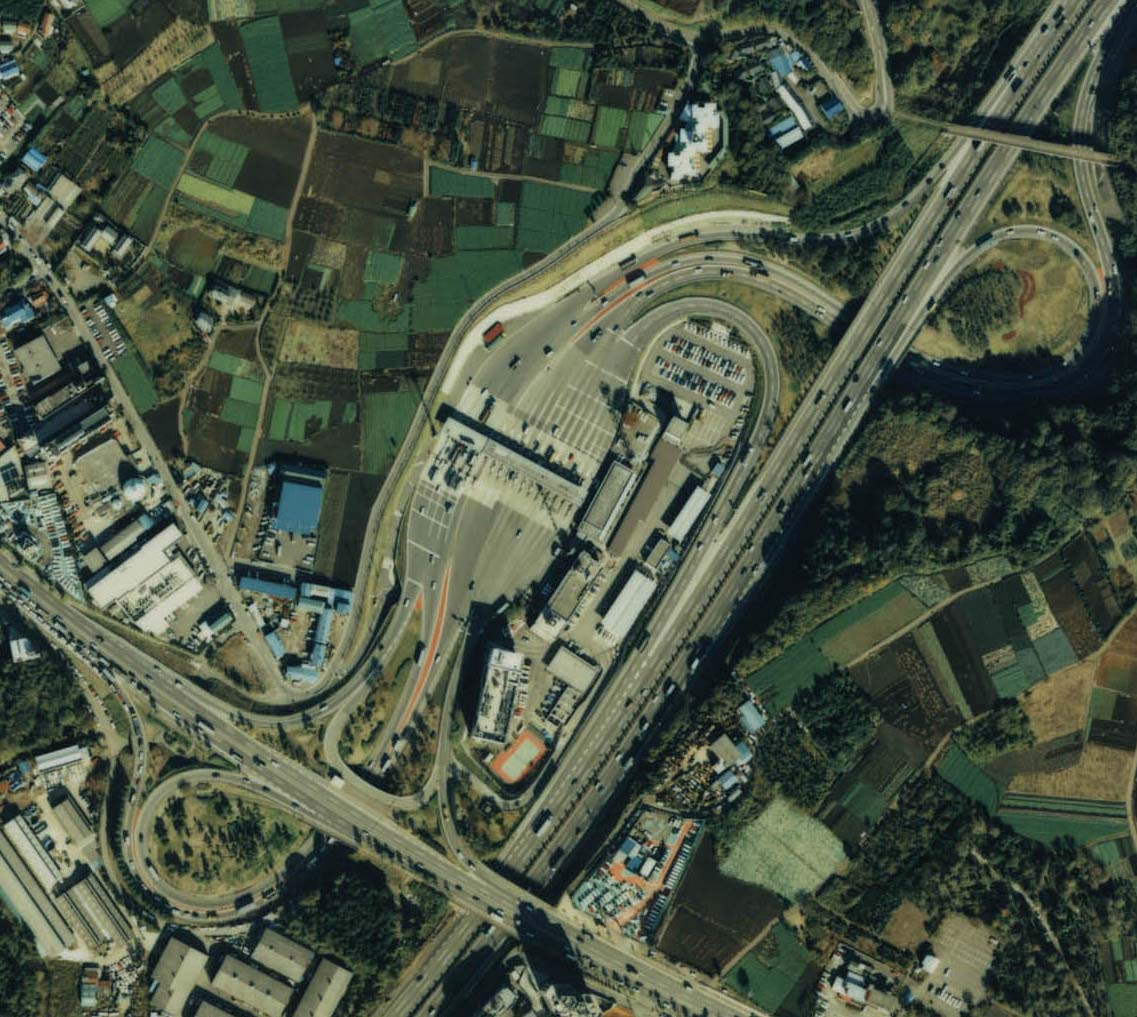
航空写真（1989年）。写真の当時は保土ヶ谷バイパスとICの直結工事を行う前である。現在は設備増強等により車線数が変更となっている箇所があるが、料金所と道路の位置関係やランプウェイの形状などは、現在とほぼ変わらない。

横浜町田インターチェンジ（よこはままちだインターチェンジ）は、神奈川県横浜市緑区と東京都町田市の境界付近にある、東名高速道路及び保土ヶ谷バイパスのインターチェンジである。
国道16号・大和バイパスに連絡しており、国道246号や保土ヶ谷バイパスとのジャンクション機能も兼ねている。
当初の名称は横浜インターチェンジであったが、あとから建設された横浜青葉インターチェンジとの混同を避けるため、現在の横浜町田インターチェンジに改名した。

## 概要
国道16号（または国道246号）経由で大和市域まで約2 km、相模原市域まで約3 km、町田市中心部まで約7 kmに位置する。東名高速と保土ヶ谷バイパスが直交する位置に神奈川県横浜市と東京都町田市の境界（都県境・市境）があるが、インターチェンジ施設の大半は横浜市側にあり、町田市側にあるのは保土ヶ谷バイパス下り線（町田市方面）と料金所を結ぶランプの一部のみである。
保土ヶ谷バイパス・横浜横須賀道路を通って横須賀市方面、さらに首都高速道路狩場線・湾岸線・東京湾アクアラインを通って羽田空港や千葉県方面に抜けるルートの起点ともなっている。流入・流出台数共に非常に多いため常に混雑しており、交通量増加に対応して後から設備増強している部分もあるので、走行上注意が必要である。
2016年に料金所の老朽化に伴う改築工事が行われ、1968年4月の供用開始時から設置されていた料金所の屋根が全て撤去された。また、この工事の影響により料金所の一部レーンが使用できなくなっていた。工事は同年中に完了し、現在は新しい屋根に取り換えられている。

## 道路
- E1 東名高速道路（4番）
- 保土ヶ谷バイパス

## 接続する道路
- 直接接続
  -  国道16号
    - 大和バイパス（中央自動車道八王子ICへ連絡）
    - 大和バイパス（上川井IC方面）
    - 保土ヶ谷バイパス（横浜新道・横浜横須賀道路・首都高速道路狩場線へ連絡）
- 間接接続
  -  国道246号（大山街道）
  - 東京都道141号辻原町田線 （町田街道・新町田街道（事業中））
  - 環状4号線（海軍道路･環状4号）
  - 神奈川県道・東京都道56号目黒町町田線（旧16号・八王子街道）
  - 神奈川県道50号座間大和線（座間街道）
  - 神奈川県道401号瀬谷柏尾線（瀬谷柏尾道路）

## 料金所
- ブース数 : 19

### 入口
- ブース数 : 8
  - ETC専用 : 4
  - 一般 : 4

- 混雑によってはETC専用がETC/一般に変更される場合がある。

### 出口
- ブース数 : 10
  - ETC専用 : 4
  - 一般 : 5
  - 休止中 : 1

- 混雑によってはETC専用がETC/一般に変更される場合がある。

## 歴史
- 1968年（昭和43年）4月25日：横浜インターチェンジとして開設[2]。
- 1997年（平成9年）
  - 4月1日：横浜青葉インターチェンジの開設（1998年3月20日）に先立ち、横浜町田インターチェンジと改称[2]。
  - 12月26日：横浜町田立体（上川井IC - 東名横浜町田IC間）の開通で、保土ヶ谷バイパス（横浜側）と接続[3]。
- 1999年（平成11年）1月31日：併設していた横浜バスストップを廃止。
- 2019年（平成31年）3月16日：町田立体（東名横浜町田IC - 南町田北交差点間）ランプ部の開通で、保土ヶ谷バイパス（八王子側）と接続[4]。
- 2022年（令和4年）11月19日：下り線の加速車線の延伸工事（約0.5 km）が完成[5]。

## 周辺

### 神奈川県横浜市側
- 東京工業大学すずかけ台キャンパス
- 横浜旭中央総合病院
- 横浜若葉台団地
- 横浜総合卸センター
- 旧在日米軍上瀬谷通信施設跡地
- 横浜市立長津田小学校
- 横浜市立田奈中学校

### 東京都町田市側
- 万葉の湯
- スヌーピーミュージアム
- 鶴間公園
- グランベリーパーク
- 東急田園都市線南町田グランベリーパーク駅
- 南町田病院

## 隣
E1 東名高速道路
(3-1) 横浜青葉IC/JCT - 港北PA - (4) 横浜町田IC - (4-1) 綾瀬SIC/BS - 海老名SA - (4-2) 海老名JCT - (5) 厚木IC
保土ヶ谷バイパス（高架部）
下川井IC - 上川井IC - 横浜町田IC - 南町田北交差点付近終点
横浜町田IC - 上川井IC相互間の出入は不可（地平部への設置のため）。上川井ICの横浜方で地平部（大和バイパス方面）と合流。

## その他
- 下り線出口のランプや横浜市側からの入口ランプ（曲率半径は35 m）は、1968年開通当時の車の性能に合わせて設計されたものであるため、[要出典]急カーブになっている。このため、特に雨が降っているときなどは、走行に注意する必要がある（入口ランプでは過去に大型トレーラーの横転事故が起こっている）。
- 下り線入口のランプ及び流入路付近の本線は上り坂になっており、大型車の速度低下が起こりやすい。
- 上り線（東京方面）の出口標識は3 km手前から設置されている（通常は2 km手前からである）。
- 上り線および下り線の出口専用車線は約500 m手前から整備されている。
- すぐ脇に東名横浜町田インター停留所という神奈川中央交通の停留所が存在していたが、当該停留所を経由して運行されていた「南01系統 南町田グランベリーパーク駅〜若葉台中央」が2025年03月30日の運行を持って運行終了となったことから、この停留所も廃止された。